# Viktor von Alten (Landrat)
Viktor Johann Wilhelm von Alten (* 13. September 1854 in Oldenburg (Oldb); † 16. Februar 1917 in Groß Strehlitz) war ein deutscher Verwaltungsjurist in Preußen.

## Leben
Viktor entstammte dem niedersächsischen Adelsgeschlecht Alten. Er war ein Sohn des oldenburgischen Oberkammerherrn und Archäologen Friedrich Kurd von Alten und dessen erster Ehefrau Ida geb. Schorcht (1823–1856). Seine Brüder waren der preußische Generalmajor Georg von Alten (1848–1904) und der preußische Oberforstmeister Paul von Alten (1853–1907).
Viktor von Alten studierte an der Eberhard-Karls-Universität Rechtswissenschaft und wurde 1873 im Corps Borussia Tübingen recipiert. Nach dem Studium trat er in den preußischen Staatsdienst. 1882 legte er das Regierungsassessor-Examen bei der Regierung in Potsdam ab. Von 1883 bis zu seinem Tod 1917 war er Landrat im oberschlesischen Landkreis Groß Strehlitz. Er erhielt den Charakter als Geheimer Regierungsrat.
Er hatte 1887 in Hausdorf Bianka Schneider geheiratet, sie hatten einen Sohn, Friedrich von Alten, der ebenso Landrat wurde, und die beiden Töchter Marie-Hedwig und Jutta.